# 楽園の魔女たち
『楽園の魔女たち』（らくえんのまじょたち）は、樹川さとみによる日本のライトノベル。イラストはむっちりむうにいが担当している。コバルト文庫（集英社）より1995年12月から2004年7月まで刊行された。	

## あらすじ
サラ、ダナティア、ファリス、マリアの4人は、「見習い魔術師大募集！」という呼びかけに答え、ヨンヴィル国虹の谷というド田舎の魔術師の塔「楽園」で魔術師エイザードの弟子となる。

## 登場人物

### 楽園
サラ・バーリン
本作の主人公の一人。黒髪と濃い藍色の瞳を持つ、黙っていれば神秘的な美少女。主役4人の中では最年長。オールカ出身。神殿の学舎、北の学院"白"の主席をつとめ、百年に一度の逸材と呼ばれた、神殿司法官。法学を修めた後、化学を専攻するが、実験により学舎を爆破したことを口実に学院を去る。
普段は冷静かつマイペースだが、飲酒や頭部打撲などの衝撃により、バイオレンスな性格の「ブラック・サラ」に変貌する。水属性の魔法を得意とし操る。
ファリス・トリエ
本作の主人公の一人（2人目）。赤い髪とハシバミ色の瞳を持つ、180cm近い長身の美少年的外見。ゴーラ出身。剣術家である父に、幼少より剣術を教えられ、男子同様に育てられる。初恋の相手に弟と間違われ、決闘に負け髪を切られる。
温厚かつお人よしな性格。通称・天性のジゴロ(本人は無自覚)。「とんでもない宝物」にて騎士の位を授けられる。火属性の魔法を得意とし操る。
ダナティア・アリール・アンクルージュ
本作の主人公の一人（3人目）。金髪と青色の瞳を持つ、絶世の美少女。帝国皇帝の孫でもある。通称「殿下」。ウォリスタ出身。第五子であるが、才覚があり帝国後継者の筆頭に目されているため、兄にたびたび刺客・暗殺者を送り込まれる。
幼い頃から領地を任され管理していることもあり、金銭感覚は厳しい、守銭奴。語学に堪能であり、プライドが非常に高く、毒舌。カエルが一番苦手で、（自分の）巨乳が悩みでもある。
名乗っている名前にはファミリーネームは含まれておらず、フルネームはじゅげむなみに長い。風属性の魔法を得意とし操る。
マリア・ド・パルマーシュ
本作の主人公の一人（4人目）。茶髪と琥珀色の瞳を持つ、見た目は幼女であるが人妻。主役4人の中では最年少。パルマーシュ出身。婚約者が海で失踪し、その間に父親に成金商人(ハゲ・デブ)と結婚させられそうになったため家出する。
代理結婚は済ませた、男爵夫人である。中身も短絡的思考・能天気のお子様。修道院学校に入れられるが、「落ち着きがない」と3ヶ月で帰された。没落貴族であったため、幼い頃から家事全般を行っており、料理・洗濯・裁縫が特技。土属性の魔法を得意とし操るほか、想像力に富み、魔道生物を頻繁に作り出す。
エイザード・シアリース
楽園の主。アッシュブロンドと紫色の瞳、中性的な美人。（自称）永遠の21歳のわりには、頻繁に年寄り臭い発言をし、若造と呼ばれることを嫌う。実はユーマより年上(?)。
組合から弟子を取らなければ楽園を去れといわれ、4人娘を弟子にする。温和でものぐさな言動を普段はとるが、権力嫌いの捻くれ者であり頑固。本人曰く「命令されるのが嫌い」。趣味は昼寝と釣り。
位は中級魔術師だが、実際は計り知れない力量の持ち主。
ナハトール
エイザードの昔からの友人。自由剣士であり、凄腕の持ち主だが、4人娘が楽園の弟子になる際に料理番として楽園の一員となる。筋肉アニキであるが、マリア手製のマーガレットのアップリケつきのエプロンを愛用している。愛馬の名前は「相棒」。
ごくちゃん
エイザードの使い魔。ごくつぶし。白い毛玉の様な丸いからだと、朱鷺色の手足、蝙蝠のような羽を持つ。鳴かない。皿まで食らい尽くすほどの食欲を発揮し、放っておけば食糧庫を空にする。
エイザードの言うことは無視するが、確実に食べ物をくれる人間に対しては忠実。雨の日は分裂する。怒ると火球を吐き、その威力は高熱のあまり石壁が蒸発するほどである。

### ヨンヴィル国
田舎。とりたてて産業もなく、特産品もない。国土も狭く兵力も弱い小国。
アシャ・ネヴィ
ヨンヴィル国の騎士団、虹の谷支部長。通称「支部長さん」。ヨンヴィル国国王の代理人として、エイザードに楽園からの立ち退きを要求している。
単純な性格であり、お人よしであるためなにかと4人娘たちのことを気遣う。権力と子供にはめっぽう弱い。
楽園に日参し「へっぽこ魔術師」と叫ぶことが生きがい。長期に虹の谷を離れたり、冬場などで楽園にいけない時は調子が悪くなる、「へっぽこ限界」がある。愛馬の名前は流星号。馬術の競技会に招待されるほどの名手である。
虹の谷騎士団
騎士団とは名ばかりの、くじ引きで決められた地元の農夫集団。ほとんど地元青年団状態となっている。
ノルディランⅣ世
ヨンヴィル国現国王。楽園の土地所有者。時代はずれの魔術師の塔が自分の領土にあることを嫌い、アシャを通しエイザードに立ち退きを要求している。

### 魔術師
ユーマ
組合の長老の一人、「赤の長老」。かなりの老齢である。エイザードとは昔からの知り合いであり、言葉は厳しいが何かと心配をしている。
グィエン
楽園の前主。エイザードの師匠であり、故人。
ゼア=カーゼルディエト
楽園「ローカイド出張所」として借りた借家に住んでいる浮浪者のフリをして、4人娘のお目付け役をしている。
首座
組合のトップ。銀髪と銀の瞳をもつ少年の姿をしている。
ターフ
4人娘たちの最初の昇進試験を勤めた試験官。上級試験に何度か挑戦しているが、合格できずにあきらめている。ダナティアに「タイコモチ」というあだ名を付けられた。
テッド
楽園の塔が隕石の直撃を受けて崩壊した後に4人娘が身を寄せた組合本部でイチャモンをつけられた3人組の1人。
ルカ
楽園の塔が隕石の直撃を受けて崩壊した後に4人娘が身を寄せた組合本部でイチャモンをつけられた3人組の1人。
ステラ
楽園の塔が隕石の直撃を受けて崩壊した後に4人娘が身を寄せた組合本部でイチャモンをつけられた3人組の1人。
アリック
楽園の塔が隕石の直撃を受けて崩壊した後に4人娘が身を寄せた組合本部での4人の案内人兼監視人。
インフィリィ
ユーマの弟子。ユーマの親族。4人娘とエイザードに好意的な関心を持つ。
フェメティ・トレラ
とある巻の事件の黒幕。魔女の家系に生まれる。事件解決後はユーマに引き取られて弟子となる。
オウエン・レン・カイン
（元）上級魔術師。マリアの父シモンがマリアを楽園から連れ戻すために雇われた。かつてエイザードに半殺しにされ、組合を除名された。

### 帝国
リーン・イプス
妻帯者。かなりMな性格。ダナティアの元教師。娘が生まれたらダナティアと名付けたがっている。
レイトワ
ダナティアの兄の一人。ダナティアが楽園に着いた直後に刺客を差し向ける。
シュルス
ダナティアの兄の一人。気落ちすることがあると、鳩の卵を生のまま一気飲みする。ダナティアに刺客を差し向けるのは「一度で懲りた」らしい。

### ベルツ＝レクサ王国
「とんでもない宝物」にて登場。ベルツ国・レクサ国が合併した、王と女王が共同統治する国。ワインが名産。
ウィルフレード・アンク
ベルツ＝レクサの王子。
ゴーリアス
ベルツ＝レクサの男爵。主君に忠実な堅物であるが、お守りに妻の髪を持ち歩くロマンチスト。ファリスに捕虜としてとらわれる際に、ただの兵士に捕らえられるのは我慢がならない、とファリスに騎士の位を授ける。
タレオ
ベルツ＝レクサの王。
リザベル
ベルツ＝レクサの女王。

### アジェンダ島
「七日間だけの恋人」に登場。カズル国から自治を任された、南国の絶海の孤島。
フレイ・アルフォイ
アジェンダ島の領主であり、アルフォイ家の当主。カズル国の海軍に所属する少佐。姉や海軍の部下たちには男色家として知られているが、祖母にはそのことは秘密にしておきたい、とファリスに偽の婚約者役を依頼する。実はバイセクシャル。
ドリグ
アルフォイ家に仕える。フレイの男色を知っており、主が全うな道に目覚め跡継ぎを作るようにとスキンヘッドにして願を懸けている。
ミカン
フレイの飼っているオウム。ごくちゃんの宿敵。
エイダ・アルフォイ
フレイの祖母。
ラモーナ
フレイの姉。黒髪の美女であり、気性が激しい。弟が男色家であることを知り嘆いている。
マリオ
ラモーナの息子。
エミリア
ラモーナの娘。

### 学院"白"
神殿を母体とした、大陸随一の学舎。創立四百年の歴史を持つ。
ティルティス=ロス＝ドゥラン
サラの学友。通称「委員長」または「ティルト」。サラに次ぐ秀才であり、サラが去った後の学院の主席。研究者としてのサラの能力を高く評価しており、学院へ戻るよう説得に来た。後に別の私立学院の学長となる。
エラン
サラの学友。専攻は天文。ギターと唄が特技の楽天家。
ボナリ
サラの学友。趣味は解剖であり、珍しい生き物を見ると解剖したくなる。普段は気弱。

### ゴーラ族
アルケイド・トリエ
ファリスの弟であり、彼女と瓜二つだが、お調子者な性格。軟派な性格で、ところ構わず女性に手を出すが、人妻と嫌がる女性には手を出さない。
ケイデ・トリエ
ファリスの父親。ゴーラ族きっての剣の名手。思い込みが激しく、厳格かつ口下手な性格。娘が魔術師の弟子になるのも、剣の修行に行くと勘違いし送り出す。エイダ・アルフォイには頭が上がらない様子。

### パルマーシュ
マリアの出身地。海辺の町。
シモン
マリアの父親。没落貴族。小太りで低身長。娘の婚約者が行方不明なのに乗じ、代理結婚を無視し成金商人の後々妻にと、娘を売り飛ばそうとする。
ジェイル＝ブライマ
マリアの夫で男爵。実はとある国の諜報員。
ジャン
マリアの家の使用人。

### ゼクソス国
マルス
ゼクソス国の王子。影から「肉まん」王子と呼ばれている。冒険＆勇者が大好き。
アリオス・イーディアス
ゼクソス国の騎士。マルスの従者。黒髪。もとはサナシスの従者であったらしい。
サナシス
ゼクソス国の王子。マルスの兄。長年行方不明であった。

### 人以
ガーガ
オネエ言葉でしゃべるドラゴン。とある事情により生霊となり、アシャの体に二重人格のように憑りつく。過食気味であるため飛べなかったが、生霊状態を解消したらマリアを背中に乗せて飛ぶという契約を交わしたため、エイザードに脅されアシャの特訓の元飛べるようになった。
バルグイーリー
守護聖獣。
デヴァイン＝フロウ
吸血鬼。楽園に助けを求め、特注の棺桶に入った状態で着払いで楽園に来た。後に帝国の庭師になる。

## 用語
魔術師
見かけどおりの歳でないと
魔術師組合
魔術師は基本的にこの組合に属しており、例外は稀。
魔術師の塔
チャクン・ハリ
魔術師組合本部。
英知の杖
魔術師の証。
使い魔
魔術師が使役する生物。もつ力は主人の力に比例する。
聖獣
聖地の番人。

## 既刊一覧
- 樹川さとみ（著）・むっちりむうにい（イラスト） 『楽園の魔女たち』 集英社〈コバルト文庫〉、全21巻
  1. 「〜賢者からの手紙〜」1996年1月10日第1刷発行（1995年12月22日発売[3]）、ISBN 4-08-614153-1
  2. 「〜とんでもない宝物〜」1996年5月10日第1刷発行（4月25日発売[4]）、ISBN 4-08-614193-0
  3. 「〜七日間だけの恋人〜」1996年9月10日第1刷発行（9月3日発売[5]）、ISBN 4-08-614232-5
  4. 「〜銀砂のプリンセス〜」1997年3月10日第1刷発行（3月1日発売[6]）、ISBN 4-08-614298-8
  5. 「〜ドラゴンズ・ヘッド〜」1997年7月10日第1刷発行（7月1日発売[7]）、ISBN 4-08-614341-0
  6. 「〜この夜が明けるまで〜」1998年4月10日第1刷発行（4月1日発売[8]）、ISBN 4-08-614444-1
  7. 「〜スウィート・メモリーズ〜」1998年7月10日第1刷発行（7月1日発売[9]）、ISBN 4-08-614475-1
  8. 「〜大泥棒になる方法〜」1998年12月10日第1刷発行（12月1日発売[10]）、ISBN 4-08-614536-7
  9. 「〜課外授業のその後で〜」1999年4月10日第1刷発行（4月1日発売[11]）、ISBN 4-08-614572-3
  10. 「〜不思議の国の女王様〜」1999年10月10日第1刷発行（10月1日発売[12]）、ISBN 4-08-614644-4
  11. 「〜薔薇の棺に眠れ〜」2000年4月10日第1刷発行（3月31日発売[13]）、ISBN 4-08-614704-1
  12. 「〜ハッピー・アイランド〜」2000年8月10日第1刷発行（7月26日発売[14]）、ISBN 4-08-614753-X
  13. 「〜星が落ちた日〜」2000年12月10日第1刷発行（12月1日発売[15]）、ISBN 4-08-614792-0
  14. 「〜まちがいだらけの一週間〜」2001年6月10日第1刷発行（6月1日発売[16]）、ISBN 4-08-614862-5
  15. 「〜月と太陽のパラソル〈前編〉〜」2002年2月10日第1刷発行（2月1日発売[17]）、ISBN 4-08-600064-4
  16. 「〜月と太陽のパラソル〈後編〉〜」2002年4月10日第1刷発行（3月29日発売[18]）、ISBN 4-08-600091-1
  17. 「〜天使のふりこ〜」2002年12月10日第1刷発行（11月29日発売[19]）、ISBN 4-08-600194-2
  18. 「〜ミストルテインの矢〜」2003年7月10日第1刷発行（7月1日発売[20]）、ISBN 4-08-600285-X
  19. 「〜楽園の食卓〈前編〉〜」2003年12月10日第1刷発行（11月28日発売[21]）、ISBN 4-08-600351-1
  20. 「〜楽園の食卓〈中篇〉〜」2004年4月10日第1刷発行（3月31日発売[22]）、ISBN 4-08-600400-3
  21. 「〜楽園の食卓〈後編〉〜」2004年7月10日第1刷発行（7月1日発売[23]）、ISBN 4-08-600454-2